# زاوية حسن خان
زاوية حسن‌ خان هي قرية في مقاطعة خوي، إيران. عدد سكان هذه القرية هو 1,431 في سنة 2006.